# Microsoft Certified Technology Specialist

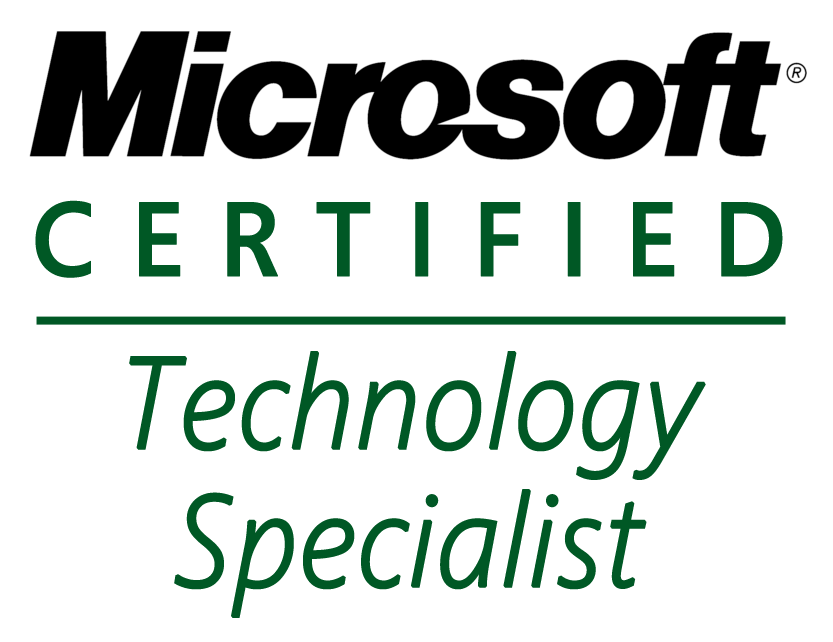
Логотип Microsoft Certified Technology Specialist

Microsoft Certified Technology Specialist (MCTS), или Сертифицированный специалист по технологиям Microsoft — это одна из начальных ступеней в программе сертификации Microsoft.
Успешная сдача сертификационного экзамена на статус MCTS может свидетельствовать о глубоких знаниях специалиста в области конкретной технологии Microsoft.
Существуют следующие виды направлений сертификации на статус MCTS:
- Технологии Windows;
- Microsoft Visual Studio и Microsoft .NET Framework;
- Microsoft SQL Server;
- Microsoft Office System;
- Microsoft Exchange Server;
- Другие технологии.

Подготовительными для получения статуса MCTS являются сертификации Microsoft Technology Associate (MTA) и Microsoft Certified Professional (MCP). Сертификация MCTS является базисом для успешной сдачи сертификационных экзаменов на статус Microsoft Certified IT Professional.
С 1 января 2015 года сдать сертификационный экзамен на статус MCTS можно лишь в филиалах тестового центра PearsonVue.